# Guantánamo Kid
Guantánamo Kid : l'histoire vraie de Mohammed El-Gorani (aussi orthographié Guantanamo Kid ou Guantanamo kid dans la presse) est un roman graphique et une bande dessinée de reportage écrite par Jérôme Tubiana et dessinée par Alexandre Franc, publiée en mars 2018 par Dargaud. Le récit, qui compte 172 planches, raconte l'histoire de Mohammed El-Gorani, le plus jeune détenu de la base du camp de Guantánamo, âgé de quatorze ans au moment de son incarcération. L'œuvre a attiré l'attention de la critique dans les médias de bande dessinée mais aussi dans les publications nationales généralistes.

## Synopsis
Mohammed El-Gorani est un citoyen Tchadien né en Arabie saoudite en 1986. Il y a grandi jusqu'à ses treize ans. Il se rend au Pakistan pour apprendre l'anglais et l'informatique. Après un mois de séjour, il est arrêté par les services secrets et remis à l'armée américaine, interrogé, torturé puis transféré au camp de Guantánamo, où il est détenu pendant huit ans, « huit ans de tortures, d'enfermement et d'humiliations », « de souffrances, de tortures, de révolte », où il endure « les insultes, les brimades, les tortures » ainsi que le froid et la soif. Mohammed El-Gorani, avec d'autres détenus, adopte un comportement révolté qui lui vaut des sanctions disciplinaires : c'est « une interminable guerre des nerfs », qui aboutit chaque fois aux coups et au cachot. Le détenu cherche même à se suicider. Néanmoins, les prisonniers font preuve de solidarité ; certains gardes se montrent sensibles à leur détresse,.
Avec l'appui d'ONG, Mohammed El-Gorani est reconnu innocent le 14 juillet 2009 par les autorités américaines.
Les États-Unis le déposent au Tchad, pays qu'El-Gorani ne connaît pas. Son incarcération à Guantanamo le rend suspect, tout en causant des séquelles tant physiques que psychiques. Il cherche à renconstruire sa vie dans plusieurs pays d'Afrique : le Soudan, le Ghana, le Nigeria. Néanmoins, en raison de l'instabilité politique et du comportement des autorités, il subit une insécurité permanente.

## Personnages
Mohammed El-Gorani est un citoyen tchadien né à Médine en Arabie saoudite en 1986. Musulman pratiquant et « profondément religieux », il a grandi dans ce pays jusqu'à ses treize ans. N'ayant pas accès aux études, il se rend au Pakistan en août 2001 pour apprendre l'anglais et l'informatique, sous une identité le présentant comme majeur afin de pouvoir voyager. Or, les attentats du World Trade Center en septembre 2001 entraînent une vague d'arrestations ; El-Gorani est appréhendé par les services secrets à Karachi et remis contre paiement (5 000 dollars) à l'armée américaine, qui l'envoie au camp de Guantánamo ; il y est détenu pendant huit ans.
Il a été accusé « d'avoir participé à la bataille de Tora Bora [...], d'avoir séjourné dans un camp d'entraînement d'Al-Qaïda, et même d'avoir été un messager de l'organisation jihadiste à Londres » en 1993 (il avait six ans et n'avait jamais quitté l'Arabie Saoudite). Or, ces allégations reposaient uniquement sur des témoignages douteux ou incohérents, ainsi que l'a souligné le juge Richard J. Leon (en) qui a ordonné sa libération. Durant son séjour en prison, El-Gorani a subi en outre le racisme des gardes,. Enfin, les autorités n'ont pas cherché à vérifier son âge réel.
L'ONG britannique Reprieve, association apportant un soutien juridique aux prisonniers de Guantánamo Bay, prend la défense d'El-Gorani en 2004, ce qui attire l'attention des médias et de Tubiana.
À sa libération en 2009, El-Gorani passe huit ans sur le continent africain. L'armée américaine le dépose au Tchad, pays qu'il ne connaît pas. Après des années de mauvais traitements pendant sa détention, il conserve des séquelles physiques et psychologiques : il est « marqué dans sa tête et dans sa chair ». El-Gorani cherche à reconstruire sa vie malgré les dangers auxquels il est confronté, comme la guerre du Darfour. Il ouvre un pressing pour gagner sa vie mais, face au racket de la police, il s'installe à Cotonou. De là, il se rend au Ghana, où un changement de régime politique bouleverse sa vie. Il revient au Tchad puis se réfugie au Nigeria. Ces années sont ponctuées de séjours en prison, où El-Gorani subit agressions et mauvais traitements. Tubiana souligne qu'El-Gorani continue de vivre dans l'insécurité.

## Genèse de l'œuvre
Après sa libération, Mohammed El-Gorani est envoyé par le gouvernement américain à N'Djaména, où en 2010 il rencontre Jérôme Tubiana, journaliste et chercheur indépendant qui a suivi les conflits au Sahel et dans la Corne de l'Afrique. Pendant deux semaines, Tubiana recueille l'histoire de l'ancien détenu. Le magazine XXI publie un article de l'auteur pendant l'été 2011. Un autre article de Tubiana paraît dans la London Review of Books. El-Gorani et Tubiana se revoient en 2017. L'élaboration de l'album prend un an. Amnesty International a participé avec Jérôme Tubiana à l'élaboration du livre. Le scénariste travaille en collaboration avec El-Gorani pour que chaque phrase de Guantánamo Kid corresponde à une citation exacte. Le dessinateur, Alexandre Franc, compte alors une dizaine de bandes dessinées à son actif. Il emploie un « dessin en noir et blanc [...] volontairement épuré » pour rester aussi fidèle que possible à la réalité ; El-Gorani a examiné les planches pour vérifier leur exactitude. Ce choix graphique d'un « dessin simplifié » « permet d’utiliser la moquerie face à l’absurdité de certaines situations ». D'après Le Vif, dans ce récit, « l'humour est salvateur » et le dessinateur « use de sa ligne claire et de la sobriété d'un noir et blanc, à l'allure presque enfantine ».
Les annexes de l'ouvrage comportent un dossier documentaire sur la vie d'El-Gorani à Guantánamo et après sa libération.

## Accueil critique
Dans Le Monde, Laurent Carpentier souligne que l'originalité de l'œuvre vient du fait que « son héros en est aussi l'un des auteurs ; il touche un tiers des droits d'auteur sur ce livre publié en partenariat avec Amnesty international ». D'après Le Vif, « ce récit sans concession vaut tous les documentaires du monde ».
Le président Emmanuel Macron, à l'ouverture du Salon du livre le 16 mars 2018, « rend hommage à ce roman graphique ». D'après Les Échos, « cette bande dessinée poignante et drôle [...] raconte l'histoire d'un enfant plongé dans un univers absurde et cruel ».
Planète BD souligne la qualité narrative et graphique de ce « récit poignant », concluant : « Un album fort qui dénonce une honte de notre siècle ». Sur 9e art, le roman graphique est décrit comme « une œuvre forte et percutante ». La chronique sur BD Gest annonce un « récit brutal et sans concession ». Auracan estime que « le récit du jeune homme retranscrit par le scénariste touche par son humanité ».
L'album fait partie de la sélection pour le Prix France Info 2019.

## Récompense
En septembre 2018, Le Soir décerne à Alexandre Franc et Jérôme Tubiana le prix Atomium de la BD de reportage pour Guantánamo Kid.

### Postérité
D'après Le Point, dans le cadre de l'opération Shoot the book au festival de Cannes, l'album est susceptible d'une adaptation cinématographique.